# Юри Кукин
Ю́ри Алексеевич Ку́кин е съветски и руски поет, музикант, бард.

## Биография
Юри Кукин е роден на 17 юли 1932 година в Сястрой. Завършва като отличник Ленинградския държавен институт по физкултура „П. Ф. Лесгафта“ през 1954. До 1973 година живее в Петродворец, работи като треньор по фигурно пързаляне в детските спортни школи на Петродворец, Ломоносов, Ленинград. В 1960-те години участва в геологически експедиции в Горна Шория, в Камчатка, в Далечния Изток, в Памир. Още от млади години Кукин се увлича от музикална самодейност, свири в джаз оркестър на барабани. От 1948 година започва да пише и да изпълнява свои песни акомпанирайки си на седемструнна китара. Почива на 7 юли 2011 г. в Санкт Петербург.